# Fidelma Allende
Fidelma Allende Miranda (Los Andes, 15 de febrero de 1932) es una profesora, pedagoga y política chilena. Entre mayo y septiembre de 1973 ejerció como diputada de la República, por el antiguo Departamento de Santiago.

## Primeros años de vida
Es hija de don Cayetano Allende y doña Berta Miranda. 
Se casó con Juan Aracena Candia.
Sus estudios secundarios los realizó en el Liceo N.°2 de Santiago y los superiores, en el Instituto Pedagógico de la Universidad de Chile, donde obtuvo el título de pedagoga en inglés; su memoria colectiva se llamó la "Rebelión estudiantil en los EE.UU". Ejerció desde 1957 en la Escuela Consolidada de Experimentación de Santiago.

## Trayectoria política

### Inicios
Militante del Partido Socialista (PS) desde 1954, inició sus actividades políticas durante la época de estudiante universitaria; en esos años se desempeñó como delegada del Instituto Pedagógico, a la Federación de Estudiantes de la Universidad de Chile (FECH); y después, como dirigenta de la Federación de Educadores. Fue miembro del Comité Central del partido, entre 1967 y 1970. Paralelamente, asumió la dirigencia de la Central Única de Trabajadores (CUT).
Desde 1964, fue miembro de la Sociedad Nacional de Profesores (SNP). En 1965 asistió a un Congreso Mundial de Educación en Argelia, en representación de la SNP. Luego, en 1966 fue invitada a Inglaterra en su calidad de pedagoga en Inglés. En tanto, en representación de la CUT, asistió, en 1967, a la Conferencia de Solidaridad con Vietnam, celebrada en Moscú, y en 1969, también en representación de la CUT, al Congreso de la Federación Sindical Mundial en Budapest, en Hungría.
Desde 1970 fue consejera de la Empresa Periodística La Nación, en representación del presidente de la República y como dirigenta de la CUT. En enero de 1971 trabajó en la Junta Nacional de Auxilio Escolar y Becas (Junaeb), con el cargo de jefe de la Sección Becas, Préstamos y Hogares. 
En 1971 fue elegida regidora por la Municipalidad de Santiago, período 1971-1973, asumiendo su cargo el 16 de mayo.

### Diputada
En marzo de 1973 fue elegida diputada, por la Séptima Agrupación (Santiago), 1° Distrito, por el período 1973-1977. Integró la Comisión Permanente de Educación Pública y la de Trabajo y Seguridad Social. Fue miembro suplente del Comité Parlamentario del PS. Sin embargo, vio interrumpida su labor legislativa por el golpe de Estado y la consiguiente disolución del Congreso Nacional; D.L. Nº27 de 21 de septiembre de 1973.

### Dictadura y democracia
Estuvo autoexiliada en Alemania desde 1973 hasta 1990, fue responsable de la solidaridad con Chile ante los sindicatos alemanes, reelegida miembro del Comité Central del Partido Socialista en 1992.

## Historial electoral

### Elecciones municipales de 1971
- Elecciones municipales de 1971 para la comuna de Santiago. Período 1971-1975 (Fuente: Diario El Mercurio, 5 de abril de 1971)

### Elecciones parlamentarias de 1973
- Elecciones parlamentarias de 1973 para la 7ª Agrupación Departamental, Santiago.[5]